# ボトシャニ市電
ボトシャニ市電（ルーマニア語: Tramvaiul din Botoşani）は、ルーマニアの都市・ボトシャニ市内に存在する路面電車。1991年に開通したルーマニアで最も新しい路面電車路線で、2020年現在はボトシャニ市の公営企業であるエルトランス（Eltrans）によって運営されているが、施設の老朽化に伴い同年以降全線に渡って運行を休止している。

## 概要
1980年代、ニコラエ・チャウシェスクによる共産主義政権下にあったルーマニアでは、他国からの債務増加の抑制対策として海外からの石油の輸入を抑える代わりに、各地の都市に化石燃料が少ない路面電車を建設する計画が進められていた。ボトシャニの路面電車もその1つで、路線バスの輸送力不足を補うため1989年に建設プロジェクトが始動したが、営業運転を開始したのはルーマニア革命によりチャウチェスク政権が崩壊した後の1991年9月となり、結果的にボトシャニは2020年時点で革命後に路面電車が新規に導入された唯一の都市となっている。
開業時から2020年現在まで、ボトシャニ市電は住宅地と工業地帯を結ぶ、複線の本線と単線の支線による全長7 kmの路線網を有しており、以下の2系統による運行が存在し、両系統とも運行間隔は10 - 15分となっている。かつては本線・支線の住宅地にある終点を繋ぎ環状線を作る計画も存在したが、2016年時点で中止されている。
| 系統番号 | 起点              | 終点       | 備考  |
| -------- | ----------------- | ---------- | ----- |
| 101      | Fabrică de mobilă | Luceafărul | [ 3 ] |
| 102      | Fabrică de mobilă | Primăverii | [ 3 ] |

## 車両
2020年現在、ボトシャニ市電で使用されている車両はドイツのドレスデン市電から譲渡されたタトラT4Dに統一されている。これらは開業時に導入されたルーマニアの国産連接車のV3Aや90年代後半にドイツのマクデブルク市電から譲渡されたタトラT4Dの置き換え用として2002年から2011年まで導入されたもので、老朽化した両形式に代わりボトシャニ市電の大幅な近代化に貢献した。塗装については基本的にドレスデン市電時代のものがそのまま維持されているが、中には広告電車となっている車両も存在する。

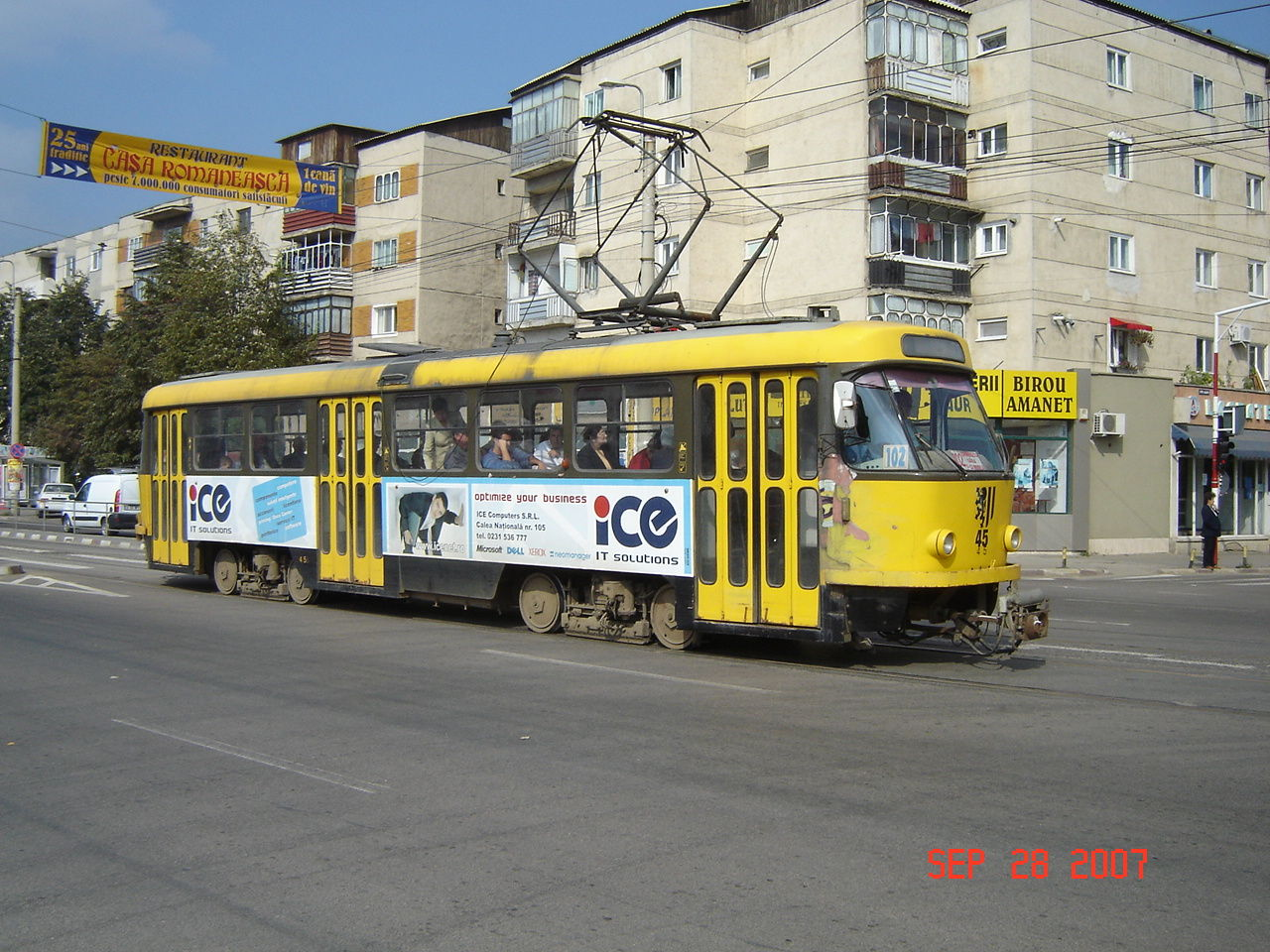
タトラT4D（2007年撮影）
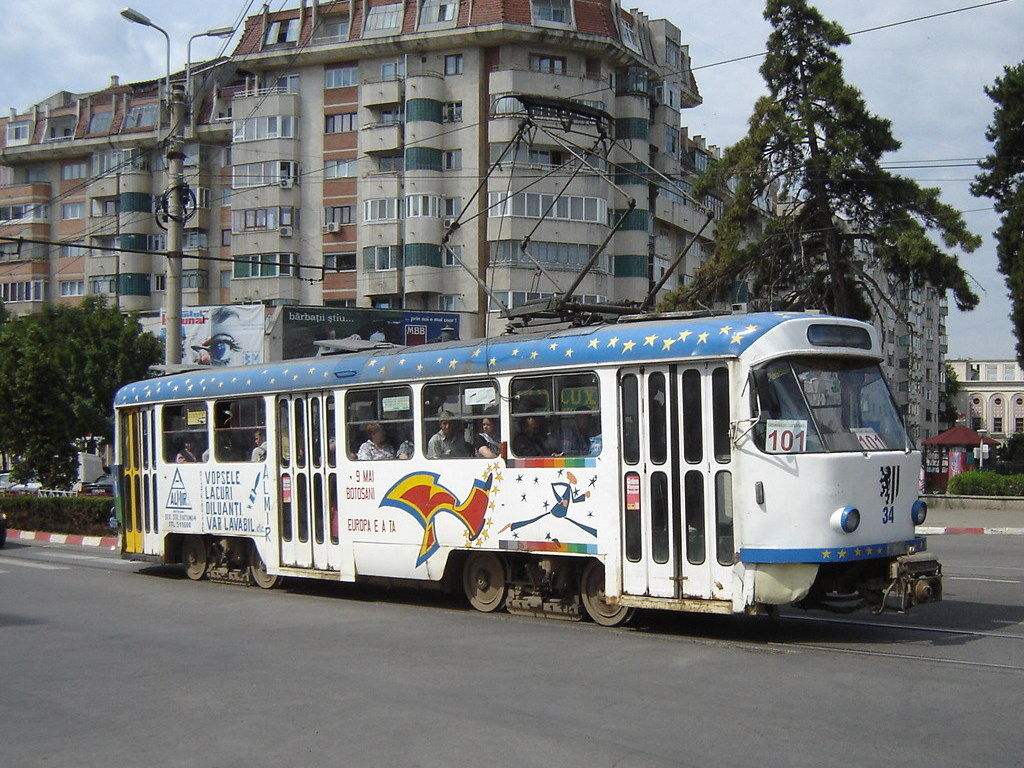
タトラT4D（広告電車、2007年撮影）

## 休止、今後の動き
ボトシャニ市電は施設の老朽化が進み走行時の騒音や振動が大きな課題となり、脱線事故により負傷者が発生する状態となっていた。そのため、ボトシャニ市全体の再開発計画や交通網の近代化等の一環として、同市は市電の路線網を路線バスへ置き換える計画を進めている。これを受け、2020年8月1日以降ボトシャニ市電は全線に渡って運行を休止している一方、並行する区間にアナドール いすゞ オートモーティブ サナイ製ノンステップバスの導入が実施されており、2020年代中にボトシャニ市電は廃止される事になっている。

## 参考資料
- Mike Russell (2016-6). “ROMANIA’S TRAMWAY REVIVAL PART TWO”. Tramways & Urban Transit No.942 (LRTA) 79:  212-219 2020年12月8日閲覧。.